# Comuna Răileni, Tarutino
Iuriivka (în ucraineană Юр'ївка, transliterat: Iuriivka) este o comună în raionul Tarutino, regiunea Odesa, Ucraina, formată din satele Bogdan Hașdeu, Gura Văilor și Răileni (reședința).

## Demografie
Componența lingvistică a comunei Răileni
     Bulgară (49,77%)
     Ucraineană (24,11%)
     Română (14,68%)
     Rusă (10,74%)
     Alte limbi (0,16%)
Conform recensământului din 2001, nu exista o limbă vorbită de majoritatea populației, aceasta fiind compusă din vorbitori de bulgară (49,77%), ucraineană (24,11%), română (14,68%) și rusă (10,74%).